# Test neutralizacije
Test neutralizacije jedna je veoma specifična, ali komplikovana, skupa i tehnički zahtevna metoda, u serologiji, koja je zbog navedenih nedostataka uglavnom zamenjena savremenijim tehnikama. Zasnovan je na saznanju da virus-specifična antitela, ukoliko su prisutna u serumu, neutrališu virus, tako da on ne može da raste u kulturi. Pošto se u reakciji koriste dvostruka serijska razblaženja seruma ili izolovanog virusa, test je kvantitativan i njime se moze odrediti količina neutrališućih antitela ili izolovanog virusa.

## Opšte informacije
Pošto su virusi primarno intracelularni (unutarčelijski) paraziti, oni se ne mogu izolovati na veštačkim hranljivim podlogama, već samo u živim ćelijama domaćina. Kulture ćelija su veoma osetljive, pa se najčešće koriste za otkrivanje i kultivisanje virusa. Pored kultivisanja u ćelijskim kulturama, animalni virusi se kultivišu i u eksperimentalnim životinjama (ređe se koristi) i u embrionisanom kokošijem jajetu (za proizvodnju virusnih antigena i vakcina).
Kod animalnih virusa, kulture ćelija su zapravo razmnožene životinjske ćelije u veštačkoj podlozi. Kada se u ćelijsku kulturu unese materijal koji sadrži virus, virus će inficirati ćelije i formirati plake – vidljiva mesta, prozirne zone, unutar ćelijske kulture gde je virus lizirao (razorio) ćeliju.
Virusna infekcija može dovesti i do drugih morfoloških promena (oblika i građe) kao što su gigantske ćelije, grupe ćelija u gomilice itd. Ove promene ćelijske kulture nazivaju se – citopatogeni efekat (akronim CPE). CPE se može posmatrati primenom običnog svetlosnog mikroskopa.

## Namena
Test neutralizacije se koristi za detekciju specifičnih neutrališućih antitela ili za identifikaciju izolovanog virusa.

## Način izvođenja
Test neutralizacije se može izvoditi na:
- kulturi ćelija,
- pilećem embrionu,
- eksperimentalnim zivotinjama.[16]

Neutralisana antitela se vezuju za površinske antigene koji učestvuju u pripajanju virusa na receptor osjetljive ćelije čime se neutrališe infektivnost virusa.
Kada se test neutralizacije koristi za dokazivanje neutrališućih antitela mešaju se serijska razblaženja inaktivisanog ispitivanog seruma i konstantna količina poznatog virusa.
Kada se test neutralizacije koristi za identifikaciju izolovanog virusa uzimaju se jednake količine poznatog dijagnostičkog seruma i mešaju sa dvostrukim serijskim razređenjima izolovanog virusa.
U inokulisanoj kulturi ćelija posmatra se citopatogeni efekt (CPE). Titar neutrališućih antitela je najveće razblaženje seruma koje spečava citopatogeni efekt.

## Spoljašnje veze
- Medicinska bakteriologija i virologija (2) Архивирано на веб-сајту  (27. јануар 2021) (језик: хрватски)

|  | Molimo Vas, obratite pažnju na važno upozorenje u vezi sa temama iz oblasti medicine (zdravlja). |